# Happier
Happier är en låt av Marshmello och Bastille, släppt den 17 augusti 2018. Den producerades och skrevs av Marshmello tillsammans med Dan Smith och Steve Mac. 
Låten tog sig in på en andra plats på listorna i USA och Storbritannien och nådde en fjärde plats i Sverige.

## Bakgrund
Dan Smith, sångare i Bastille, skrev ursprungligen låten till Justin Bieber men valde att behålla den själv.

## Komposition
"Happier" är en positiv popsång med element från poprock. Låten handlar om "den sorgliga historien om en kärlek som är över innan den andra vill acceptera den". Billboards Kat Bein menade att det "låter lite mer som hans hits anpassade för radio".
I maj 2019 stämde den ryska trance-producenten Arty Marshmello för upphovsrättsintrång för att ha plagierat hans remix på OneRepublics låt I Lived. Enligt åtalet är det möjligt att "Happier" liknar Artys remix, släppt 2014, och att han hade använt kopierade sångelement i sången, som inte släpptes förrän 2015. Marshmello försvarades av Daniel Campbell Smith, Steve Mac, och olika musikförlag i rättegången, medan Arty försvarades av advokat Richard Busch, som tidigare hade försvarat Marvin Gaye-familjen i "Blurred Lines"-rättegången.

## Musikvideo
Tre musikvideor har producerats. Den första är en video med låttext, och den andra visar Marshmello och Dan Smith i varsin ruta där Marshmello spelar olika instrument som piano och trummor och Dan Smith sjunger och dansar, och de visas inte tillsammans förrän i slutet av videon. Den 24 september 2018 släpptes musikvideon till låten på Youtube Premiere. Den visar Miranda Cosgrove som tonåring med tandställning; andra skådespelare i videon är Teala Dunn, Jordyn Jones och James Babson som hennes pappa. Musikvideon visar Cosgroves rollfigur på hennes födelsedag då hon får en valp. Videon visar senare hennes liv när hon kämpar mot mobbning och med förlusten av sin hund. I slutet av videon har Cosgroves rollfigur, nu en medelålders kvinna, en födelsedagsfest för sin egen dotter, där hennes far ger sitt barnbarn en hund i present. Färgen gul och Marshmellos logotyp finns i videon, men varken han eller någon medlem i Bastille syns i videon. Videon regisserades av Mercedes Bryce Morgan och filmades av filmfotografen Steve Gainer.